# Bleu de Laqueuille
Bleu de Laqueuille est une appellation désignant un fromage auvergnat du Puy-de-Dôme à pâte persillée élaboré avec du lait de vache. Les laits sont mélangés et pasteurisés quand le procédé d'élaboration est industrialisé ou proviennent d'un troupeau unique et de lait cru quand il est de production fermière,. Après 6 semaines d'affinage minimum, la pâte s'assouplit et la croûte sèche.

## Histoire
Le fromage tient son nom de la commune de Laqueuille, située dans l'ouest du département du Puy-de-Dôme, à  une trentaine de kilomètres au sud-ouest de Clermont-Ferrand. Antoine Roussel (né en 1820 au hameau Villevialle) mit au point ce qui apparait comme l'ancêtre des bleus de la région. Il semble qu'il ait fait la relation entre la moisissure qui apparaissait sur les tourtes de pain de seigle et sur le fromage, tous les deux entreposés dans les mêmes tiroirs. Il décida alors d'ensemencer le caillé avec ce champignon naturel du pain. S'apercevant qu'elle se développait mieux à l'air, il piqua également le fromage, permettant d'avoir une pâte plus uniformément persillée, technique qui fut par la suite reprise pour les autres bleus de la région. En 1854, le bleu de Laqueuille était officiellement né,.

## Description
Les fourmes se présentent sous la forme de cylindres d’un poids de 2,5 kg et d’un diamètre 20 cm et 9,5 cm de hauteur.
Le bleu d’Auvergne a une pâte de couleur ivoire, parsemée de moisissures bleu-vert.

## Terroirs d'élaboration
Six cantons du Puy-de-Dôme[réf. souhaitée] : 
- Bourg-Lastic ;
- Herment ;
- Rochefort-Montagne ;
- Pontaumur ;
- Pontgibaud ;
- Tauves.

## Caractéristiques
- poids moyen 2,5 kg
- diamètre : 20 cm
- épaisseur : 9,5 cm
- matières grasses : 45 %.